# Oegoconiites borisjaki
Oegoconiites borisjaki is een uitgestorven vlinder uit de familie van de dominomotten (Autostichidae). De wetenschappelijke naam van de soort is voor het eerst geldig gepubliceerd in 1941 door Kuznetsov. De soort werd gevonden in Rusland in fossiele barnsteen uit het Lutetien, een etage uit het Eoceen.